# Bertoši
Bertoši – wieś w Chorwacji, w żupanii istryjskiej, w mieście Pazin. W 2011 roku liczyła 325 mieszkańców.